# White Hall (comtat de Prince George's)
White Hall és una comunitat no incorporada al Comtat de Prince George's, Maryland, Estats Units. White Hall és a 2.5 milles (4.0 km) al nord-est d'Accokeek.